# Andreas Martin (schilder)

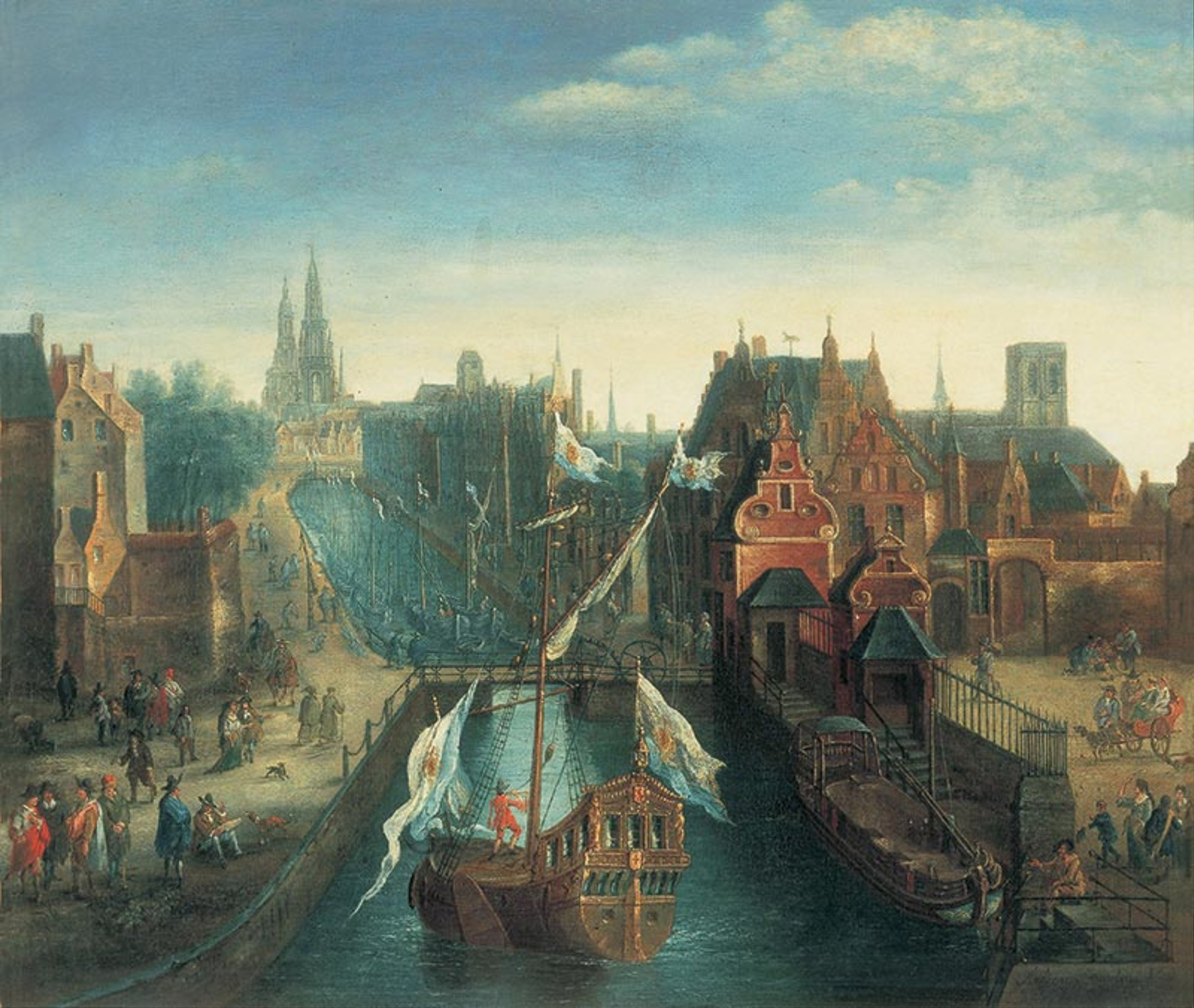
De haven van Brussel geschilderd door Martin

Andreas of André Martin (1699 - 1763) was een landschapskunstenaar in de traditie van Jan Brueghel de Oude. Zijn vader was kleermaker. Hij werd in 1721 meester in de Sint-Lucasgilde van Brussel. Samen met Ferdinand-Joseph Derons legde hij de residenties en lusthoven van de stedelijke elite vast op doek. In 1725 is Martin vermeld als liefhebber van de Academie en in 1742 lezen we over het huis dat hij had gekocht in de Sint-Annastraat en waar een atelier, boekenwinkel en verkoopsgalerij was ondergebracht. Derons woonde en werkte bij hem in en was getuige toen de 'bejaarde jonkman' Martin in 1754 trouwde. De twee stierven kort na elkaar. De fraaie collectie van Martin werd na zijn dood geveild. Zijn werk was gegeerd bij vooraanstaande verzamelaars.

## Voetnoten
1. ↑  Catalogue d'une belle collection d'estampes, d'après Rubens, van Dyck, D. Teniers, Ostade, berchem, Wouwermans, J. Breugel, Rembrant, & autres fameux maîtres, delaissés par feu André Martin, peintre, [1763]